# Ethan Winters
Ethan Winters (japanisch: イーサン・ウィンターズ, Hepburn: Īsan Wintāzu) ist ein Charakter aus Resident Evil, einer Survival-Horror-Videospielserie des Japanischen Unternehmens Capcom. Ethan wurde als einer der spielbaren Charaktere in dem 2017 erschienenen Videospiel Resident Evil 7: Biohazard eingeführt, in dem er als gewöhnlicher Zivilist dargestellt wird, der in einem verfallenen Anwesen in Louisiana nach seiner verschwundene Frau sucht. Er ist auch der Protagonist der Fortsetzung Resident Evil Village aus dem Jahr 2021, in der er gezwungen ist, seine entführte Tochter in einem mysteriösen europäischen Dorf zu finden.
Ursprünglich als unsichtbarer Jedermann konzipiert, um die Identifikation des Spielers mit ihm als Protagonist von Resident Evil 7 zu fördern, beabsichtigte Capcom, Ethan Winters in Village von einem leeren Zustand zu einem stärker definierten Charakter zu formen. Er wird auf Japanisch von Hidenobu Kiuchi und auf Englisch von Todd Soley gesprochen. Ethan wurde von Videospielpublikationen unterschiedlich aufgenommen. Einige lobten seine Glaubwürdigkeit, während andere ihn für seinen Mangel an emotionaler Bandbreite und Charakterentwicklung kritisierten.

## Konzeption und Gestaltung
„Es ist eine Gratwanderung, Ethan seine eigene Persönlichkeit zu geben, aber auch dem Spieler zu helfen, sich vorzustellen, dass er selbst es sein könnte, der genauso reagiert.“

In Resident Evil 7: Biohazard übernehmen die Spieler den Standpunkt von Ethan als verkörperte Präsenz und nicht als Avatar auf dem Bildschirm. Ziel des Spiels ist es, die Geschichte voranzutreiben und ihn mit begrenzten Ressourcen am Leben zu erhalten. Laut Morimasa Sato, Autor von Resident Evil 7 und Regisseur des Resident Evil Village, sah das Entwicklungsteam Ethan anfangs nur als „eine Kamera für den Spieler“ und „transparent“.
Gegen Ende der Entwicklung von Resident Evil 7: Biohazard begannen die Entwickler mit der Planung für das nächste Resident-Evil-Hauptspiel. Die Entwickler entschieden sich für eine direkte Fortsetzung von Resident Evil 7 und Ethans Handlungsbogen, da sie eine Bindung zu Ethan entwickelt hatten und Potenzial in ihm als Charakter sahen. Produzent Peter Fabiano erklärte, dass das Team wollte, das der Spieler Village aus Ethans Perspektive erleben, wobei Sato Village als die Geschichte von Ethan und „die Gesamtheit dessen, was er ist“ beschrieb.
Ethans Gesicht wird im Spielverlauf von Resident Evil 7 oder Resident Evil Village nie gezeigt, da die Spieler Ethan aus der Egoperspektive steuern. Eine nicht verwendete Version von Ethans Charaktermodell, die in den Assets des Spiels versteckt ist, hat voll entwickelte Gesichtszüge. In der Erweiterung Shadows of Rose für Resident Evil Village erscheint Ethan in der Third-Person-Perspektive und trotz der Versuche, sein Gesicht zu verbergen, konnten die Spieler es bei bestimmten Aktionen sehen.

### Darstellung
In Resident Evil 7: Biohazard und Resident Evil Village wurde Ethan von dem amerikanischen Schauspieler Todd Soley gesprochen. Auf Japanisch wurde er von Hidenobu Kiuchi gesprochen. Das Charaktermodell basierte auf dem tunesischen Modell Yaya Chamki.

## Erscheinungen

### Resident Evil 7: Biohazard
Ethan hatte seinen ersten Auftritt in dem Videospiel Resident Evil 7: Biohazard aus dem Jahr 2017. Er ist ein amerikanischer Systemingenieur, der in Los Angeles arbeitet. Fast drei Jahre nach dem Verschwinden seiner Frau Mia erhält Ethan eine kryptische Videobotschaft von Mia, die ihn zu einer verlassenen Plantage in einer kleinen Stadt in Louisiana namens Dulvey führt. Er findet und rettet Mia, aber sie wird plötzlich feindselig und greift Ethan an, als er versucht zu fliehen, und zerstückelt seine Hand mit einer Kettensäge. Ethan greift sie in Notwehr an und versetzt ihr einen scheinbar tödlichen Schlag, bevor er auf Jack Baker trifft, der ihn außer Gefecht setzt und entführt. Ethan wacht bei einem Abendessen auf, bei dem mehrere Mitglieder der Baker-Familie zusammenkommen. Es gelingt ihm, seinen Entführern zu entkommen, und er erhält Hilfe von Zoe Baker, einem eigensinnigen Mitglied der Baker-Familie, die Ethans Hand wieder angenäht hatte, als er noch bewusstlos war. Sie enthüllt, dass ihre Familie unter der Kontrolle von Eveline steht, einer mächtigen, genetisch veränderten Biowaffe. Zoe enthüllt, dass Eveline andere Menschen infizieren kann, was ihnen starke Regenerationsfähigkeiten und übermenschliche Kräfte verleiht. Zoe rät Ethan, aus den Bestandteilen der Plantage ein Serum zu synthetisieren, das Mia und sie selbst heilen kann.
Ethans Reise führt ihn in den Kampf gegen andere Mitglieder der Baker-Familie und die Molded, humanoide Monstrositäten, die von Eveline erschaffen wurden. Er heilt schließlich Mia, die erfolgreich die Kontrolle über sich selbst wiedererlangt. Mia enthüllt, dass sie von einem Verbrechersyndikat angeheuert wurde, um als Evelines Betreuerin zu fungieren, aber ihrem Einfluss erlegen ist. Ethan stellt Eveline zur Rede und schaltet sie mit Hilfe einer paramilitärischen Truppe unter der Leitung von Chris Redfield aus. Ethan und Mia entkommen von der Plantage.
In der japanischen Version des Spiels, Biohazard 7: Resident Evil, ist die Menge an Blut und Blutvergießen, der die Spieler in der Rolle von Ethan ausgesetzt sind, wesentlich geringer als in der internationalen Version. Kleinere Änderungen an Ethans Verstümmelungen, wie z. B. das schwarze Blut, das aus seinen abgetrennten Gliedmaßen fließt, spielen auf einen wichtigen Handlungspunkt an, der darauf hindeutet, dass er mit dem von Eveline erzeugten Schimmelpilz infiziert worden sein könnte.

### Resident Evil Village
Ethan kehrt als zentrale Figur in Resident Evil Village zurück. Drei Jahre nach den Ereignissen des vorherigen Spiels lebt Ethan mit Mia und ihrer neugeborenen Tochter Rosemary in Europa. Chris Redfield stürmt das Haus und tötet Mia, während er ihn und Rosemary in Gewahrsam nimmt. Der Lastwagen, in dem Ethan unterwegs ist, wird angegriffen und er strandet in einem nahe gelegenen Dorf, dessen Bewohner von Lykanern massakriert werden. Er wird von Karl Heisenberg, einem der vier örtlichen Herren, die der Anführerin des Dorfes, Mutter Miranda, dienen, gefangen genommen und zu ihr gebracht, wo er erfährt, dass sie Rosemary haben. Miranda erlaubt Heisenberg, Ethan zu beseitigen, aber Ethan entkommt.
Nachdem er Alcina Dimitrescu, einen der Lords, besiegt hat, entdeckt Ethan, dass Rosemary zerstückelt wurde und ihre Überreste in vier Fläschchen aufbewahrt werden, von denen jeder der Lords eines besitzt; von dem örtlichen Händler The Duke erfährt er, dass sie wiederbelebt werden kann, wenn er alle Fläschchen beschafft. Nachdem er sie erhalten und alle Lords bis auf Heisenberg getötet hat, trifft Ethan wieder auf Chris, der ihm offenbart, dass die „Mia“, die er getötet hat, eine sich verwandelnde Miranda war, die sich als sie ausgab, um Rosemary zu entführen, und dass er versuchte, die Familie zu schützen. Mit einem von Chris gebastelten Panzer tötet Ethan Heisenberg, wird aber von Miranda tödlich verwundet, als sie ihm das Herz herausreißt. Ethan überlebt jedoch dank seiner Regenerationsfähigkeit, die er durch die Auswirkungen des Schimmelpilzstamms aus Louisiana entwickelt hat.
Kurze Zeit später beginnt Ethan zu halluzinieren. Eveline erscheint Ethan und verspottet ihn, dass er seit Louisiana tot sei, da er bei ihrer ersten Begegnung von Jack Baker getötet wurde. Ethan kehrt in die Realität zurück und wird von The Duke in seiner Kutsche transportiert. Ethan konfrontiert Miranda, besiegt sie und rettet die wiederhergestellte Rosemary, erliegt aber allmählich seinen Wunden, die sich als zu schwer erweisen, als dass seine Regenerationsfähigkeiten dagegen ankommen könnten. Nachdem er eine Bombe gelegt hat, um die Megamycete zu zerstören (die Quelle des Schimmels, aus dem Miranda, die Four Lords und Eveline hervorgegangen sind), versucht Chris, Ethan und Rosemary zu seinem Hubschrauber zu helfen. Ethan erkennt jedoch, dass er im Sterben liegt, und vertraut Chris seine Tochter an und bittet ihn, auf sie aufzupassen. Ethan nimmt Chris den Zünder ab, als Mirandas Schimmel sich ausbreitet und Ethan und Chris trennt. Ethan humpelt zum Megamycete und zündet die Bombe. Er opfert sich selbst, während sie das Dorf zerstört und der Hubschrauber mit Chris, Mia und Rose davonfliegt.
Im DLC-Kapitel Shadows of Rose, das sechzehn Jahre nach den Hauptereignissen des Spiels spielt, betritt Rose das Reich der Megamycete, um einen Weg zu finden, ihre Kräfte durch ein Überbleibsel des Hound Wolf Squads, das sie kürzlich erworben hat zu entfernen. Kurz nach ihrem Eintritt nimmt ein Wesen, das sich „Michael“ nennt, Kontakt mit ihr auf, wobei es nur schriftlich kommuniziert. Er bietet Rose Ressourcen und Verbesserungen ihrer Fähigkeiten an, schlägt ihr jedoch mehrmals vor, das Haus zu verlassen. Rose erfährt schließlich, das „Michael“ in Wirklichkeit Ethan ist, nachdem er gezwungen ist, physisch einzugreifen, um sie vor Evelin zu retten. Aus den Akten geht hervor, dass sein Bewusstsein durch die Megamycete überlebt hat, mit der er vor seinem Tod in unmittelbar Näher war. Nachdem er erfahren hat, dass das Heilmittel in Wirklichkeit eine Falle des Überbleibsels von Miranda ist, versucht Ethan, Rose bei der Flucht zu helfen, wird dabei aber schwer verletzt. Anstatt ihn dem Tod zu überlassen, verbessert Rose sich selbst und kämpft gegen Miranda, die sie tötet, nachdem sie von ihm weiter gestärkt wurde. Als sie das Reich verlässt, drück Ethan aus, wie stolz er auf sie ist, und gibt ihr seinen Ehering, als sie in die reale Welt zurückkehrt.

### Promotion und Merchandise
Um Village zu bewerben, veröffentlichte Capcom ein Entwicklertagebuch mit dem Titel The Making of Resident Evil Village: Winter comes for Ethan im September 2020, in dem Mitarbeiter über die Rolle von Ethan im Spiel sprechen.
Der Resident Evil Village Deluxe Edition liegt ein Kunstbuch mit dem Titel The Tragedy of Ethan Winters bei.

## Rezeption
Ethan hat ein gemischtes Echo hervorgerufen. Einige Videospieljournalisten, wie Chris Moyse von Destructoid und Liana Ruppert von Game Informer, sehen die Rolle des Charakters in Resident Evil 7 als Grund für die Popularität und den anhaltenden kommerziellen Erfolg des Videospiels. Josh West von GamesRadar+ vertrat die Ansicht, dass Ethans Rückkehr als Hauptfigur in einer direkten Fortsetzung von Resident Evil 7 beispiellos ist, und merkte an, dass Capcom noch nie einen einzelnen Protagonisten mit zwei aufeinanderfolgenden Teilen der Resident-Evil-Serie betraut hat.
Einige Kommentatoren haben Ethan als glaubwürdigen Protagonisten positiv bewertet. Ray Porreca war der Meinung, dass die "düsteren" Umgebungen von Resident Evil 7 im Widerspruch zu Ethans leicht förmlicher Kleidung stehen und ihn als "modernen Helden" beschreiben. Porreca merkte an, dass Ethan im Widerspruch zu dem steht, was einen konventionellen Resident-Evil-Protagonisten ausmacht, und er fühlte sich als ungeschickter Jedermann, der trotz überwältigender Chancen überlebt und damit die Erwartungen der Spieler an ein Spiel [Resident Evil 7] unterläuft, das die Traditionen umstößt, um seinem Namen wieder zu Ruhm zu verhelfen". Audric Figueroa von The Escapist stimmte zu, dass Ethan sich sehr von den bisherigen Resident-Evil-Protagonisten unterscheidet, die als heldenhafte Gesetzeshüter dargestellt werden, die gegen die Konzerne kämpfen, da er durch seine persönliche Beziehung zu Mia motiviert ist. Figueroa schlug vor, dass ein normaler Familienvater, der seine Frau retten will, der „perfekte Protagonist“ für die Geschichte ist, in der häusliche Gewalt sowohl „buchstäblich als auch metaphorisch“ den Kern der „Begegnungsphilosophie“ des Spiels bildet.
Andere haben kritisiert, dass es Ethan an Persönlichkeit und Charakterentwicklung mangelt. Andrew Reiner von Game Informer beschrieb Ethans Persönlichkeit als „so transparent wie die Gespenster, denen er begegnet“. Er bemerkte eine Inkongruenz zwischen den gelegentlichen Reaktionen des Charakters auf belanglose Details und seiner meist schweigsamen Art im Angesicht der Gefahr und war der Meinung, dass sich die Erzählung zu einer „voyeuristischen“ Erkundung der Bewohner des Anwesens entwickelt, anstatt sich mit dem persönlichen Interesse des Protagonisten daran zu befassen. Hannes Rossow von der deutschen Publikation GamePro kritisierte den Mangel an Persönlichkeit der Figur in Resident Evil 7. Er schrieb, dass Ethans Prominenz in Village seinen Enthusiasmus für das Spiel gedämpft hat, und äußerte den Wunsch nach einem anderen Protagonisten, der ein richtig entwickelter Charakter ist. Chandler Wood von PlayStation LifeStyle bezeichnete Ethan als den vergesslichsten Charakter von Resident Evil, weil er so emotionslos sei, dass sich die Leute nicht an seinen Namen erinnern könnten und der Spieler nicht in der Lage sei, ihn zu kontrollieren und gleichzeitig mit ihm zu fühlen. Matthew Bryd von Den of Geek war der Meinung, dass Ethan der schlechteste Protagonist eines Resident-Evil-Titels und sogar eines Spiels im Allgemeinen war, und nannte „schlechtes Voice Acting, schlechtes Writing und fragwürdige Lore“ sowie weitere Charakterschwächen. Giovanni Colantonio von Inverse bezeichnete Ethan als den schlechtesten Spielehelden aller Zeiten. Er sagte weiter: „Ethan fühlt sich wie der dümmste, unglücklichste Mann der Welt, und doch kann ihm nichts etwas anhaben.“ Gene Park von der Washington Post nannte Ethan einen „Idioten“ für die Art und Weise, wie er auf die Ereignisse in Resident Evil Village reagierte. Er kritisierte, dass Ethan „keinen Charakterbogen“ habe und „wahrscheinlich nicht in das Pantheon der großen Videospielcharaktere eingehen wird.“ Ashley Bardhan von Kotaku hat Ethan ebenfalls kritisiert und mit James Sunderland aus Silent Hill verglichen, indem er behauptete, dass beide Charaktere „gleich“ und „langweilig“ seien. Andy Kelly von PC Gamer und Jade King von TheGamer sind hingegen der Meinung, dass Ethans „langweilig“ oder „generisch“ zu sein, angesichts der gefährlichen Umgebungen und Charaktere, mit denen er konfrontiert wird, der positivste Beitrag zum Spielerlebnis ist. Ian Walker von Kotaku war amüsiert über Capcoms hartnäckige Versuche, Ethans Gesicht hinter den Waffen zu verstecken, die er in den Werbegrafiken trägt, während Hannes Rossow von GamePro die Versuche, die Illusion eines gesichtslosen Charakters aufrechtzuerhalten, als absurd bezeichnete, da das tatsächliche Gesicht des Charakters in den Spielinhalten von Resident Evil 7 bekannt ist. Moises Taveras von Paste schrieb, er habe nicht das Gefühl, dass Ethan in die Welt gehöre, aufgrund seiner zweideutigen Hintergrundgeschichte und seiner fehlenden physischen Erscheinung. Aufgrund seiner gesichtslosen Darstellung und des Mangels an Hintergrundinformationen, die von Capcom zur Verfügung gestellt wurden, wird Ethans Charakter oft in Fan-Theorien über seine wahre Natur diskutiert. Darüber hinaus hat Epic Games Ethan zusammen mit Jill Valentine und Lady Dimitrescu in eine Liste von Charakteren und Marken aufgenommen, die Teil einer Umfrage aus dem Jahr 2021 war, die an Fortnite-Spieler verteilt wurde, um das Interesse an zukünftigen Crossover-Aktionen zu ermitteln.
Einige Kritiker haben bemerkt, dass Ethan im Lauf des Spiele dazu neigt, seine Gliedmaßen, insbesondere seine Hände, schwer zu verletzen oder ganz abzutrennen und dass er die Fähigkeit besitzt, sie schnell zu heilen oder mit geringem Aufwand wieder zusammenzufügen.

### Analyse
In ihrer Diskussion über Anspielungen zwischen Resident Evil 7 und dem Horrorkino als Teil der Intertextualität in Resident Evil 7 beschrieb Dawn Stobbart mehrere Fälle, in denen Ethans Reise diejenige bestimmter Szenen aus dem Film The Texas Chain Saw Massacre von 1974 widerspiegelt. Ethans missliche Lage während der Tischszene mit der Familie Baker wird als das offenkundigste Beispiel analysiert: Wie die wiederkehrende Franchise-Figur Sally Hardesty sitzt Ethan am Fuß des Tisches, als er zu einem grotesken Festmahl erwacht, das scheinbar aus menschlichen Eingeweiden besteht, während die anderen anwesenden Charaktere fast identisch mit den Figuren sind, denen Sally am Tisch begegnet.